# Eugène A. Dauphin
Pour les articles homonymes, voir Dauphin (homonymie).
Eugène André Dauphin, né le 28 septembre 1892 dans le 10e arrondissement de Paris et mort le 22 décembre 1978 dans le 16e arrondissement de Paris, alias le « Colonel Duc Dauphin » dans la Résistance, est un afficheur, industriel, homme politique, colonel des armées et résistant français.

## Biographie
Il est membre de l'armée secrète, chef militaire du mouvement Libération-Nord et membre de l'état-major national des Forces françaises de l'intérieur.
Il est également le fondateur des affichages Dauphin et président de Dauphin OTA jusqu'à son décès, remplacé par son fils Jacques Dauphin.

## Décorations

### Décorations françaises
- Commandeur de la Légion d'honneur
- Croix de guerre 1914-1918, palme de bronze
- Croix de guerre 1939-1945
- Médaille de la Résistance française avec rosette (décret du 24 avril 1946)[9]
- Croix du combattant
- Croix du combattant volontaire de la Résistance
- Insigne des blessés militaires
- Médaille commémorative de la bataille de Verdun

### Décorations étrangères
- grand officier de l'ordre de Léopold de Belgique
- chevalier de l'ordre du Mérite de la république de Pologne